# حواصیل ببری حناتاب
حواصیل ببری حناتاب (نام علمی: Tigrisoma lineatum) نام یک گونه از سرده حواصیل ببری است.